# NBA All-Star Weekend 2019
L'NBA All-Star Weekend 2019 si è tenuto allo Spectrum Center di Charlotte, casa degli Charlotte Hornets, dal 15 al 17 febbraio 2019. Questa è stata la seconda volta in cui Charlotte è stata la "casa" dell'All-Star Game, la prima volta è stata nel 1991, quando gli Hornets giocavano ancora nel Charlotte Coliseum.
La manifestazione è stata caratterizzata da vari eventi cestistici e si è conclusa con il 68° All-Star Game della NBA. Per la seconda volta, il formato dell'All-Star Game non era basato su Est contro Ovest.

## Venerdì

### NBA All-Star Weekend Celebrity Game
L'NBA All-Star Celebrity Game si è svolto il 15 febbraio 2019 alla Bojangles' Coliseum di Charlotte, nella Carolina del Nord. Il team di casa è composto da persone che sono nate, cresciute e/o che hanno giocato nella Carolina del Nord oppure nella Carolina del Sud. Entrambi i team avevano a roster un "eroe locale", in modo da onorare cittadini comuni che hanno aiutato a salvare gli altri nel momento del bisogno. Jason Weinmann, marine 47enne che ha messo in salvo diversi cittadini di New Bern dall'uragano Florence nel 2018, è stato scelto per il team di casa. Nella squadra ospite invece c'era James Shaw Junior, elettricista di 29 anni che disarmò l'attentatore della sparatoria alla Nashville Waffle House di Antioch, in Tennessee. Il titolo di MVP è stato vinto da Famous Los, il quale ha chiuso il match con 22 punti, 2 rimbalzi e 3 assist.
| Charlotte 15 febbraio 2019, ore 19:00 EST | Home Team | 80 – 82 (22-30; 47-51 ; 54-72) referto | Away Team | Bojangles' Coliseum |

| Giocatore                                      |                                     |
| ---------------------------------------------- | ----------------------------------- |
| Ronnie 2K                                      | Direttore di marketing, 2K Sports   |
| Ray Allen                                      | Ex giocatore NBA                    |
| A. J. Buckley                                  | Attore                              |
| Bad Bunny                                      | Cantante                            |
| Stefanie Dolson (2)                            | Giocatrice WNBA                     |
| Marc Lasry (4)                                 | Proprietario dei Milwaukee Bucks    |
| Hasan Minhaj (2)                               | Attore/comico                       |
| Quavo (2)                                      | Rapper (Migos)                      |
| Adam Ray                                       | Ospite del podcast About Last Night |
| Amanda Seales                                  | Attrice/comica                      |
| James Shaw Jr.                                 | Eroe locale                         |
| Brad Williams                                  | Ospite del podcast About Last Night |
| Allenatore: Sue Bird (giocatrice WNBA)         |                                     |
| Aiuto allenatore: Monté Morris (giocatore NBA) |                                     |

| Giocatore                                                                 |                                 |
| ------------------------------------------------------------------------- | ------------------------------- |
| Mike Colter                                                               | Attore                          |
| Chris Daughtry                                                            | Cantante dei Daughtry           |
| Terrence Jenkins (5)                                                      | Personalità televisiva/attore   |
| Famous Los                                                                | Comico, social media influencer |
| Dr. Oz                                                                    | Personalità televisiva          |
| Rapsody                                                                   | Rapper                          |
| Bo Rinehart                                                               | Musicista                       |
| J. B. Smoove                                                              | Attore/comico                   |
| Steve Smith                                                               | Ex giocatore NFL                |
| A'ja Wilson                                                               | Giocatrice WNBA                 |
| Jay Williams                                                              | Analista ESPN                   |
| Jason Weismann                                                            | Eroe locale                     |
| Allenatore: Dawn Staley (Allenatrice South Carolina Gamecocks)            |                                 |
| Aiuto allenatore: Lisa Boyer (Aiuto allenatrice South Carolina Gamecocks) |                                 |

### Rising Stars Challenge
Il secondo evento del venerdì è l'NBA Rising Stars Challenge, una sfida tra due squadre miste di rookies e sophomores della stagione NBA 2018-2019. I giocatori sono stati selezionati dai vice allenatori delle squadre NBA. A vincere è stato il Team USA e l'MVP della sfida è stato Kyle Kuzma.
| Ruolo                                               | Naz.                   | Giocatore               | Squadra             | R/S       |
| --------------------------------------------------- | ---------------------- | ----------------------- | ------------------- | --------- |
| A                                                   | Regno Unito (bandiera) | OG Anunoby              | Toronto Raptors     | Sophomore |
| C                                                   | Bahamas (bandiera)     | Deandre Ayton           | Phoenix Suns        | Rookie    |
| G                                                   | Serbia (bandiera)      | Bogdan Bogdanović       | Sacramento Kings    | Sophomore |
| GA                                                  | Slovenia (bandiera)    | Luka Dončić             | Dallas Mavericks    | Rookie    |
| P                                                   | Canada (bandiera)      | Shai Gilgeous-Alexander | L.A. Clippers       | Rookie    |
| AP                                                  | Lettonia (bandiera)    | Rodions Kurucs          | Brooklyn Nets       | Rookie    |
| AG                                                  | Finlandia (bandiera)   | Lauri Markkanen         | Chicago Bulls       | Sophomore |
| G                                                   | Nigeria (bandiera)     | Josh Okogie             | Minnesota T'wolves  | Rookie    |
| GA                                                  | Turchia (bandiera)     | Cedi Osman              | Cleveland Cavaliers | Sophomore |
| A                                                   | Australia (bandiera)   | Ben Simmons             | Philadelphia 76ers  | Sophomore |
| Allenatore: Wes Unseld Jr. ( Denver Nuggets)        |                        |                         |                     |           |
| Aiuto allenatore: Dirk Nowitzki ( Dallas Mavericks) |                        |                         |                     |           |

| Ruolo                                            | Giocatore         | Squadra           | R/S       |
| ------------------------------------------------ | ----------------- | ----------------- | --------- |
| C                                                | Jarrett Allen     | Brooklyn Nets     | Sophomore |
| AG                                               | Marvin Bagley III | Sacramento Kings  | Rookie    |
| P                                                | Lonzo Ball        | L.A. Lakers       | Sophomore |
| AG                                               | John Collins      | Atlanta Hawks     | Sophomore |
| P                                                | De'Aaron Fox      | Sacramento Kings  | Sophomore |
| AC                                               | Jaren Jackson Jr. | Memphis Grizzlies | Rookie    |
| AP                                               | Kevin Knox        | N.Y. Knicks       | Rookie    |
| AG                                               | Kyle Kuzma        | L.A. Lakers       | Sophomore |
| G                                                | Donovan Mitchell  | Utah Jazz         | Sophomore |
| AP                                               | Jayson Tatum      | Boston Celtics    | Sophomore |
| P                                                | Trae Young        | Atlanta Hawks     | Rookie    |
| Allenatore: Darvin Ham ( Milwaukee Bucks)        |                   |                   |           |
| Aiuto allenatore: Kyrie Irving ( Boston Celtics) |                   |                   |           |

1. ↑  Non può partecipare a causa di un infortunio alla caviglia sinistra.
2. ↑  Kevin Knox è stato scelto al posto dell'infortunato Lonzo Ball.

| Arbitri: | Mitchell Ervin Gediminas Petraitis Aaron Smith |

|                                                                  |            |                            |
| Simmons 28 Markkanen 21 Ayton, Bogdanović, Gilgeous-Alexander 15 | Punti      | 35 Kuzma 30 Tatum 25 Young |
| Dončić 9                                                         | Assist     | 16 Fox                     |
| Ayton 8                                                          | Rimbalzi   | 9 Tatum                    |
| Wes Unseld                                                       | Allenatori | Darvin Ham                 |

## Sabato

### Skills Challenge
| Ruolo | Giocatore      | Squadra           | Altezza | Peso |
| ----- | -------------- | ----------------- | ------- | ---- |
| P     | Mike Conley    | Memphis Grizzlies | 185     | 79   |
| GA    | Luka Dončić    | Dallas Mavericks  | 202     | 99   |
| P     | De'Aaron Fox   | Sacramento Kings  | 190     | 79   |
| C     | Nikola Jokić   | Denver Nuggets    | 208     | 113  |
| AG    | Kyle Kuzma     | L.A. Lakers       | 206     | 100  |
| AP    | Jayson Tatum   | Boston Celtics    | 203     | 93   |
| C     | Nikola Vučević | Orlando Magic     | 213     | 118  |
| P     | Trae Young     | Atlanta Hawks     | 188     | 82   |

|  | Quarti di finale | Quarti di finale          | Quarti di finale      |                      |                       | Semifinali | Semifinali | Semifinali |  |  | Finale | Finale                | Finale |
|  |                  |                           |                       |                      |                       |            |            |            |  |  |        |                       |        |
|  |                  | Nikola Jokić (Denver)     | O                     |                      |                       |            |            |            |  |  |        |                       |        |
|  |                  | Nikola Vučević (Orlando)  | X                     |                      |                       |            |            |            |  |  |        |                       |        |
|  |                  | Nikola Vučević (Orlando)  | X                     |                      | Nikola Jokić (Denver) | X          |            |            |  |  |        |                       |        |
|  |                  |                           |                       |                      | Nikola Jokić (Denver) | X          |            |            |  |  |        |                       |        |
|  |                  |                           | Jayson Tatum (Boston) | O                    |                       |            |            |            |  |  |        |                       |        |
|  |                  | Mike Conley Jr. (Memphis) | Jayson Tatum (Boston) | O                    | X                     |            |            |            |  |  |        |                       |        |
|  |                  | Mike Conley Jr. (Memphis) |                       |                      | X                     |            |            |            |  |  |        |                       |        |
|  |                  | Jayson Tatum (Boston)     | O                     |                      |                       |            |            |            |  |  |        |                       |        |
|  |                  |                           |                       |                      |                       |            |            |            |  |  |        | Jayson Tatum (Boston) | O      |
|  |                  |                           |                       | Trae Young (Atlanta) | X                     |            |            |            |  |  |        |                       |        |
|  |                  | De'Aaron Fox (Sacramento) | X                     |                      |                       |            |            |            |  |  |        |                       |        |
|  |                  | Trae Young (Atlanta)      | O                     |                      |                       |            |            |            |  |  |        |                       |        |
|  |                  | Trae Young (Atlanta)      | O                     |                      | Trae Young (Atlanta)  | O          |            |            |  |  |        |                       |        |
|  |                  |                           |                       |                      | Trae Young (Atlanta)  | O          |            |            |  |  |        |                       |        |
|  |                  |                           | Luka Dončić (Dallas)  | X                    |                       |            |            |            |  |  |        |                       |        |
|  |                  | Luka Dončić (Dallas)      | Luka Dončić (Dallas)  | X                    | O                     |            |            |            |  |  |        |                       |        |
|  |                  | Luka Dončić (Dallas)      |                       |                      | O                     |            |            |            |  |  |        |                       |        |
|  |                  | Kyle Kuzma (LA Lakers)    | X                     |                      |                       |            |            |            |  |  |        |                       |        |

### Three Point Contest
| Ruolo | Giocatore       | Squadra             | Altezza | Peso | Primo round | Ultimo round |
| ----- | --------------- | ------------------- | ------- | ---- | ----------- | ------------ |
| G     | Joe Harris      | Brooklyn Nets       | 198     | 99   | 25          | 26           |
| P     | Stephen Curry   | G.S. Warriors       | 191     | 86   | 27          | 24           |
| G     | Buddy Hield     | Sacramento Kings    | 193     | 97   | 26          | 19           |
| G     | Danny Green     | Toronto Raptors     | 198     | 98   | 23          | DNQ          |
| G     | Devin Booker    | Phoenix Suns        | 198     | 95   | 23          | DNQ          |
| P     | Damian Lillard  | Portland T. Blazers | 190     | 88   | 17          | DNQ          |
| AG    | Dirk Nowitzki   | Dallas Mavericks    | 213     | 111  | 17          | DNQ          |
| PG    | Seth Curry      | Portland T. Blazers | 188     | 84   | 16          | DNQ          |
| P     | Kemba Walker    | Charlotte Hornets   | 185     | 84   | 15          | DNQ          |
| AP    | Khris Middleton | Milwaukee Bucks     | 203     | 106  | 11          | DNQ          |

### Slam Dunk Contest
| Ruolo | Giocatore        | Squadra           | Altezza | Peso | Primo round  | Ultimo round |
| ----- | ---------------- | ----------------- | ------- | ---- | ------------ | ------------ |
| G     | Hamidou Diallo   | Oklahoma Thunder  | 196     | 90   | 98 (48+50)   | 88 (43+45)   |
| P     | Dennis Smith Jr. | N.Y. Knicks       | 191     | 88   | 95 (45+50)   | 85 (35+50)   |
| A     | Miles Bridges    | Charlotte Hornets | 201     | 102  | 83 (33+50)   | DNQ          |
| AG    | John Collins     | Atlanta Hawks     | 208     | 107  | 82 \|(40+42) | DNQ          |

## Domenica

### All-Star Game

#### Allenatori
Per i due team, sono stati scelti degli allenatori delle rispettive conference. Mike Budenholzer, allenatore dei Milwaukee Bucks, è stato scelto per guidare il Team Giannis. Michael Malone, allenatore dei Denver Nuggets è invece stato scelto dal Team LeBron. Per la prima volta dall'edizione del 2008, i due allenatori scelti per l'All-Star Game non sono riusciti ad arrivare i playoff nella stagione precedente.

#### Squadre
I giocatori dell'All-Star Game sono stati scelti tramite la votazione da parte dei fans, media e anche i giocatori NBA, rimuovendo così la possibilità di votare tramite l'utilizzo dell'hashtag #nbavote; il tutto è stato reso possibile dalla partnership tra la NBA e Google. Il voto dei fans ha inciso per il 50%, il restante 50% è stato diviso in parti uguali tra media e giocatori. Le due guardie e gli altri tre giocatori che hanno ricevuto il maggior numero di voti, sono stati inseriti nel quintetto base della squadra. Gli allenatori NBA hanno invece votato per le riserve della rispettiva conference, non potendo però votare giocatori della propria squadra. Ogni allenatore ha potuto scegliere due guardie, tre giocatori di movimento e due wild cards; in caso di scelta di un giocatore che può giocare in più posizioni, gli allenatori sono incoraggiati a scegliere la posizione del giocatore stesso in cui potrebbe essere "più vantaggioso per il team All-Star", indipendentemente dal ruolo indicato nella scheda All-Star o nel ruolo indicato nei tabellini delle partite.
Il quintetto base è stato svelato il 24 gennaio 2019. Kyrie Irving dei Boston Celtics e Kemba Walker degli Charlotte Hornets sono stati scelti come guardie titolari ad Est, guadagnandosi così rispettivamente la sesta e la terza partecipazione. Kawhi Leonard dei Toronto Raptors e Giannīs Antetokounmpo dei Milwaukee Bucks sono stati votati come ali titolari, entrambi alla loro terza apparizione all'All-Stat Game. A concludere il quintetto, Joel Embiid dei Philadelphia 76ers alla sua seconda apparizione.
Stephen Curry dei Golden State Warriors e James Harden degli Houston Rockets sono stati invece votati come guardie titolari per l'Ovest, rispettivamente alla loro sesta e settima partecipazione. Le due ali sono Kevin Durant, anch'egli dei Golden State Warriors ed alla sua decima convocazione, insieme a Paul George degli Oklahoma City Thunder e LeBron James dei Los Angeles Lakers alla loro quinta e quindicesima partecipazione.
Le riserve dell'All-Star Game sono state invece annunciate il 31 gennaio 2019. Ad Ovest sono stati scelti Russell Westbrook degli Oklahoma City Thunder, Klay Thompson dei Golden State Warriors, LaMarcus Aldridge dei San Antonio Spurs, Damian Lillard dei Portland Trail Blazers, Anthony Davis dei New Orleans Pelicans, Nikola Jokić dei Denver Nuggets e Karl-Anthony Towns dei Minnesota Timberwolves.
Ad Est invece le riserve sono Kyle Lowry dei Toronto Raptors Khris Middleton dei Milwaukee Bucks, Bradley Beal dei Washington Wizards, Victor Oladipo degli Indiana Pacers, Ben Simmons dei Philadelphia 76ers, Nikola Vučević degli Orlando Magic e Blake Griffin dei Detroit Pistons.
Il 1º febbraio 2019, il Commissioner Adam Silver ha scelto Dwyane Wade e Dirk Nowitzki come aggiunte speciali per la partita, citando il contributo dato all'All-Star Game dai due giocatori. Wade e Nowitzki sono stati scelti all'ultimo round dell'All-Star Draft, portando così il roster a 13 giocatori.
- In corsivo i due giocatori con il maggior numero di voti per conference.

| Ruolo          | Giocatore             | Squadra            | N° di partecipazioni |
| Quintetto base | Quintetto base        | Quintetto base     | Quintetto base       |
| -------------- | --------------------- | ------------------ | -------------------- |
| G              | Kemba Walker          | Charlotte Hornets  | 3                    |
| G              | Kyrie Irving          | Boston Celtics     | 6                    |
| A              | Kawhi Leonard         | Toronto Raptors    | 3                    |
| A              | Giannīs Antetokounmpo | Milwaukee Bucks    | 3                    |
| C              | Joel Embiid           | Philadelphia 76ers | 2                    |
| Riserve        |                       |                    |                      |
| G              | Kyle Lowry            | Toronto Raptors    | 5                    |
| G              | Victor Oladipo        | Indiana Pacers     | 2                    |
| A              | Khris Middleton       | Milwaukee Bucks    | 1                    |
| G              | Bradley Beal          | Wash. Wizards      | 2                    |
| G              | Ben Simmons           | Philadelphia 76ers | 1                    |
| A              | Blake Griffin         | Detroit Pistons    | 6                    |
| C              | Nikola Vučević        | Orlando Magic      | 1                    |
| G              | Dwyane Wade           | Miami Heat         | 13                   |
| G              | D'Angelo Russell      | Brooklyn Nets      | 1                    |

| Ruolo          | Giocatore          | Squadra             | N° di partecipazioni |
| Quintetto base | Quintetto base     | Quintetto base      | Quintetto base       |
| -------------- | ------------------ | ------------------- | -------------------- |
| G              | Stephen Curry      | G.S. Warriors       | 6                    |
| G              | James Harden       | Houston Rockets     | 7                    |
| A              | Kevin Durant       | G.S. Warriors       | 10                   |
| A              | Paul George        | Oklahoma Thunder    | 6                    |
| A              | LeBron James       | L.A. Lakers         | 15                   |
| Riserve        |                    |                     |                      |
| G              | Russell Westbrook  | Oklahoma Thunder    | 8                    |
| G              | Damian Lillard     | Portland T. Blazers | 4                    |
| G              | Klay Thompson      | G.S. Warriors       | 5                    |
| A              | Anthony Davis      | N.O. Pelicans       | 6                    |
| A              | LaMarcus Aldridge  | San Antonio Spurs   | 7                    |
| C              | Nikola Jokić       | Denver Nuggets      | 1                    |
| C              | Karl-Anthony Towns | Minnesota T'wolves  | 2                    |
| A              | Dirk Nowitzki      | Dallas Mavericks    | 14                   |

1. ↑  Victor Oladipo non ha potuto partecipare a causa di un infortunio al ginocchio.
2. 1 2  Aggiunta speciale.
3. ↑  D'Angelo Russell è stato scelto al posto dell'infortunato Victor Oladipo.

#### Draft
Il draft si è svolto il 7 febbraio 2019. LeBron James e Giannīs Antetokounmpo sono stati nominati i capitani delle due squadre in quanto hanno ricevuto il maggior numero di voti nelle proprie conference. I primi otto giocatori scelti, faranno parte del quintetto titolare, mentre gli altri 14 (sette per ogni conference), vengono invece scelti dagli allenatori NBA. L'NBA Commissioner Adam Silver ha invece il sostituto per ogni giocatore che non può partecilare all'All-Star Game, selezionando un altro giocatore della stessa conference.
La prima scelta di LeBron James è stata Kevin Durant, mentre Antetokounmpo ha selezionato Stephen Curry. Al termine del draft, LeBron ha scambiato la sua sedicesima scelta Russell Westbrook in cambio di Ben Simmons, tredicesima scelta. Il Team Giannis è il team di casa, in quanto Charlotte rientra nella Eastern Conference.
| Scelta | Giocatore          | Squadra |
| ------ | ------------------ | ------- |
| 1      | Kevin Durant       | LeBron  |
| 2      | Stephen Curry      | Giannis |
| 3      | Kyrie Irving       | LeBron  |
| 4      | Joel Embiid        | Giannis |
| 5      | Kawhi Leonard      | LeBron  |
| 6      | Paul George        | Giannis |
| 7      | James Harden       | LeBron  |
| 8      | Kemba Walker       | Giannis |
| 9      | Khris Middleton    | Giannis |
| 10     | Anthony Davis      | LeBron  |
| 11     | Nikola Jokić       | Giannis |
| 12     | Klay Thompson      | LeBron  |
| 13     | Ben Simmons*       | Giannis |
| 14     | Damian Lillard     | LeBron  |
| 15     | Blake Griffin      | Giannis |
| 16     | Russell Westbrook* | LeBron  |
| 17     | D'Angelo Russell   | Giannis |
| 18     | LaMarcus Aldridge  | LeBron  |
| 19     | Nikola Vučević     | Giannis |
| 20     | Karl-Anthony Towns | LeBron  |
| 21     | Kyle Lowry         | Giannis |
| 22     | Bradley Beal       | LeBron  |
| 23     | Dwyane Wade        | LeBron  |
| 24     | Dirk Nowitzki      | Giannis |

*Ben Simmons è stato scambiato dal Team Giannis al Team LeBron in cambio di Russell Westbrook.

#### Formazione
| Ruolo                                          | Giocatore             | Squadra            |                |
| Quintetto base                                 | Quintetto base        | Quintetto base     | Quintetto base |
| ---------------------------------------------- | --------------------- | ------------------ | -------------- |
| C                                              | Joel Embiid           | Philadelphia 76ers |                |
| A                                              | Giannīs Antetokounmpo | Milwaukee Bucks    |                |
| A/G                                            | Paul George           | Oklahoma Thunder   |                |
| G                                              | Stephen Curry         | G.S. Warriors      |                |
| G                                              | Kemba Walker          | Charlotte Hornets  |                |
| Riserve                                        |                       |                    |                |
| G                                              | Khris Middleton       | Milwaukee Bucks    |                |
| C                                              | Nikola Jokić          | Denver Nuggets     |                |
| G                                              | Russell Westbrook     | Oklahoma Thunder   |                |
| A                                              | Blake Griffin         | Detroit Pistons    |                |
| G                                              | D'Angelo Russell      | Brooklyn Nets      |                |
| C                                              | Nikola Vučević        | Orlando Magic      |                |
| G                                              | Kyle Lowry            | Toronto Raptors    |                |
| A/C                                            | Dirk Nowitzki         | Dallas Mavericks   |                |
| Allenatore: Mike Budenholzer (Milwaukee Bucks) |                       |                    |                |

| Ruolo                                       | Giocatore          | Squadra             |                |
| Quintetto base                              | Quintetto base     | Quintetto base      | Quintetto base |
| ------------------------------------------- | ------------------ | ------------------- | -------------- |
| A                                           | Kevin Durant       | G.S. Warriors       |                |
| A                                           | LeBron James       | L.A. Lakers         |                |
| A/G                                         | Kawhi Leonard      | Toronto Raptors     |                |
| G                                           | James Harden       | Houston Rockets     |                |
| G                                           | Kyrie Irving       | Boston Celtics      |                |
| Riserve                                     |                    |                     |                |
| A/C                                         | Anthony Davis      | N.O. Pelicans       |                |
| G                                           | Klay Thompson      | G.S. Warriors       |                |
| G                                           | Damian Lillard     | Portland T. Blazers |                |
| G                                           | Ben Simmons        | Philadelphia 76ers  |                |
| A/C                                         | LaMarcus Aldridge  | San Antonio Spurs   |                |
| C                                           | Karl-Anthony Towns | Minnesota T'wolves  |                |
| G                                           | Bradley Beal       | Wash. Wizards       |                |
| G                                           | Dwyane Wade        | Miami Heat          |                |
| Allenatore: Michael Malone (Denver Nuggets) |                    |                     |                |

#### Partita
| Arbitri: | Curtis Blair Scott Foster David Guthrie |

|                                         |            |                                                           |
| Durant 31 Thompson 20 James, Leonard 19 | Punti      | 38 Antetokounmpo 20 George, Middleton 17 Curry, Westbrook |
| Simmons 7                               | Assist     | 8 Walker                                                  |
| Irving 9                                | Rimbalzi   | 12 Embiid                                                 |
| Michael Malone                          | Allenatori | Mike Budenholzer                                          |